# Đới Tư Dĩnh
Đới Tư Dĩnh (tiếng Trung: 戴資穎; bính âm: Dài Zīyǐng; Wade–Giles: Tai Tzu-ying; sinh ngày 20 tháng 6 năm 1994) là một vận động viên cầu lông nữ người Đài Loan.
Năm 2011, cô giành được danh hiệu cuộc thi xếp hạng của Đài Loan khi chỉ mới 16 tuổi 6 tháng, trở thành tay vợt số 1 trẻ nhất trong lịch sử cầu lông Đài Loan. Cô đã trở thành tay vợt cầu lông số 1 thế giới trong các danh sách đơn nữ vào tháng 12 năm 2016, 22 tuổi và đã được xếp hạng số 1 trong 125 tuần (tính đến ngày 30 tháng 4 năm 2019), nhiều nhất trong lịch sử của BWF, vượt qua Lý Tuyết Nhuế.
Đới Tư Dĩnh vào chung kết tại Super Series Singapore 2010. Cô đã giành được danh hiệu quốc tế đầu tiên của mình tại US Open Grand Prix Gold 2011 ở tuổi 17. Cô đã giành được các danh hiệu lớn nhất của mình tại Chung kết Superseries vào năm 2014 và 2016, và đã giành được các giải Superseries Premiere, Indonesia Open, vào năm 2016. Cô đã giành được sáu danh hiệu liên tiếp trong năm 2016 và 2017, và có chuỗi chiến thắng 27 trận kể từ khi thua Sung Ji -Hyun tại Chung kết Superseries. Cô đã giành chiến thắng tại All England Open trở lại vào năm 2017 và 2018, và cũng đã vô địch Super Series Hồng Kông ba lần, vào các năm 2014, 2016 và 2017.